# سبايك (شركة ألعاب فيديو)
شركة سبايك (باليابانية: スパイク) وتنطق باللغة اليابانية بـ "سوبايكو" وبالإنكليزية:"Spike"، هي شركة ألعاب الفيديو يابانية ، أسست سنة 2005 م، ومقرها الرئيسي في بحي ميغورو بمدينة طوكيو .
؛ أشهر ألعاب الشركة سلسلة دراغون بول، وسلسلة واي أوف ذا ساموراي، وكول أوف ديوتي 3، وهومفرونت .

## أشهر ألعاب الشركة
- ناين آورز، ناين بيرسونز، ناين دورز
- King of Colosseum
- Fushigi no Dungeon: Fuurai no Shiren 3 Portable  [لغات أخرى]‏
- Formation Soccer 2002  [لغات أخرى]‏
- Shiren the Wanderer 4
- Gachitora!: Abarenbou Kyoushi in High School
- Kenka Bancho
- Kenka Bancho 2: Full Throttle
- Kenka Bancho 3: Zenkoku Seiha (Kenka Bancho: Badass Rumble in North America)
- Kenka Bancho 4: Ichinen Sensō
- Kenka Bancho 5: Otoko no Rule
- Kenka Bancho 6: Soul and Blood
- 428: Shibuya Scramble (بلاي ستيشن 3 and بلاي ستيشن بورتبل ports)
- Michigan
- ساموراي ويسترن
- Shinjyuku no Ōkami
- Twilight Syndrome: Kinjiratera Toshi Densetsu
- واي أوف ذا ساموراي
- واي أوف ذا ساموراي 2
- واي أوف ذا ساموراي 3
- واي أوف ذا ساموراي 4

## الألعاب المستوردة من الخارج
إن الألعاب المذكورة أغلبها أتت من الولايات المتحدة، وتم ترجمة كل الألعاب من اللغة الإنجليزية إلى اللغة اليابانية .
- Astro Tripper
- بايوشوك
- كول أوف ديوتي 3
- ديفيند أوبس (Double Clutch in Japan)
- دراغون أيج : اوريغون
- Fushigi no Dungeon: Fūrai no Shiren 3: Karakuri Yashiki no Nemuri Hime  [لغات أخرى]‏ (PSP version)
- Fushigi no Dungeon: Fūrai no Shiren 4: Kami no Me to Akuma no Heso
- Gachitora!: Abarenbou Kyoushi in High School
- Greed Corp
- هيز
- هومفرونت
- كاين آند لينش: ديد من
- Kenka Bancho
- Kenka Bancho 2: Full Throttle
- Kenka Bancho 3: Zenkoku Seiha (Kenka Bancho: Badass Rumble in North America)
- Kenka Bancho 4: Ichinen Sensō
- Kenka Bancho 5: Otoko no Rule
- MadWorld
- مترو 2033 (لعبة فيديو)
- سباق الليل المتصل:لوس أنجليس
- ريد فاكشن: جوريلا
- Sacred 2: Fallen Angel
- ساموراي ويسترن
- الظلام (لعبة فيديو)
- تومب رايدر: ليجند
- تومب رايدر:الذكرى
- تومب رايدر: أندر ورلد
- الجريمة الحقيقية: مدينة نيويورك
- Urban Chaos: Riot Response
- Wanted: Weapons of Fate
- واي أوف ذا ساموراي
- واي أوف ذا ساموراي 2
- واي أوف ذا ساموراي 3
- واي أوف ذا ساموراي 4
- تسعة ساعات، تسعة أشخاص، تسعة أبواب

## روابط خارجية
- IGN's company profile